# (1505) Koranna
(1505) Koranna est un astéroïde de la ceinture principale.

## Description
(1505) Koranna est un astéroïde de la ceinture principale. Il fut découvert le 21 avril 1939 à Johannesbourg par Cyril V. Jackson. Il présente une orbite caractérisée par un demi-grand axe de 2,66 UA, une excentricité de 0,13 et une inclinaison de 14,5° par rapport à l'écliptique.

## Compléments